# Dr. Glas (film)
Dr. Glas är en dansk dramafilm från 1968 i regi av Mai Zetterling, med Per Oscarsson, Lone Hertz och Ulf Palme i huvudrollerna. Den handlar om en läkare som ställs inför etiska kval när en kvinna ber om hjälp med att få sin man, den motbjudande pastor Gregorius, att sluta ha sex med henne. Filmen bygger på romanen Doktor Glas av Hjalmar Söderberg. Filmen var en dansk produktion med både svenskar och danskar i rollerna.
Filmen var uttagen till tävlan vid Filmfestivalen i Cannes 1968 men festivalen ställdes in på grund av majrevolten. Mottagandet i Sverige var övervägande negativt, bland annat ogillade kritikerkåren filmens drömsekvenser. Skådespelarna fick dock beröm och i synnerhet Oscarsson.

## Rollista
- Per Oscarsson som doktor Glas, läkare
- Lone Hertz som Helga Gregorius
- Ulf Palme som pastor Gregorius, Helgas make
- Bente Dessau som Eva Martens
- Nils Eklund som Markel, journalist
- Lars Lunøe som Klas Recke, Helgas älskare
- Bendt Rothe som Birck
- Helle Hertz som Anita
- Ingolf David som Glas' far
- Jonas Bergström som en universitetskamrat till Glas